# Rafael Zuviría
 (janvier 2017).
Si vous disposez d'ouvrages ou d'articles de référence ou si vous connaissez des sites web de qualité traitant du thème abordé ici, merci de compléter l'article en donnant les références utiles à sa vérifiabilité et en les liant à la section « Notes et références ».
Rafael Dalmacio Zuviría Rodríguez, plus connu comme Rafael Zuviría, né le 10 janvier 1951 à Santa Fe (Argentine), est un footballeur argentin qui jouait au poste de défenseur. Il était surnommé El Torito ("Petit taureau"). Il a notamment joué pendant cinq saisons au FC Barcelone.

## Biographie

### Clubs
Rafael Zuviría au cours de sa carrière joue à tous les postes, excepté comme gardien de but. En Argentine, il commence à jouer avec le club de Potreros de Barrio Barranquitas et avec Cavas de Barrio Los Hornos. Il se forme dans les catégories junior de l'Unión Santa Fe et il débute en 1969 au poste d'ailier (gauche et droit). Avec Santa Fe, il dispute 30 matchs et marque deux buts. Il forme l'attaque avec d'autres joueurs qui plus tard joueront dans le championnat d'Espagne comme Roberto Larguirucho Martínez et Héctor Scotta.
Après la relégation en 1970, Zuviría signe avec Argentinos Juniors (où il reste de 1971 à 1973), puis il débarque en Espagne pour jouer au Racing de Santander où il joue à bon niveau entre 1973 et 1977. Il joue son premier match de championnat face au Real Saragosse le 2 septembre 1973 (score de 1 à 1). 
En 1977, Rafael Zuviría est recruté par le FC Barcelone avec qui il joue 119 matchs et marque 11 buts. Avec le Barça, il remporte deux Coupes des coupes (1979 et 1982) et deux Coupes d'Espagne (1978 et 1981). Il marque un but décisif face à Anderlecht en huitièmes de finale de la Coupe des coupes de 1979 et il joue la finale face au Fortuna Düsseldorf. Il est considéré comme un des meilleurs joueurs argentins à avoir joué au Barça.
C'est avec Barcelone qu'il vit les meilleurs moments de sa carrière où il joue avec des joueurs tels que Carles Rexach, Bernd Schuster, Johan Neeskens et Johan Cruijff.
Avec l'arrivée de Diego Maradona à Barcelone en 1982, l'entraîneur Udo Lattek ne compte plus sur Rafael Zuviría. Il quitte le Barça pour rejoindre le RCD Majorque où il joue de 1982 à 1984.
Zuviría retourne ensuite en Argentine pour jouer avec le Defensores de Belgrano entre 1985 et 1986.

### Équipe nationale
Rafael Zuviría est convoqué plusieurs fois en équipe d'Argentine mais il ne joue aucun match.

## Palmarès
Avec le FC Barcelone :
- Vainqueur de la Coupe des coupes en 1979 et 1982
- Vainqueur de la Coupe d'Espagne en 1978 et 1981